# Wells Fargo Plaza (Хьюстон)
Wells Fargo Plaza — сверхвысокий небоскрёб, расположенный на Луизиана-стрит в городе Хьюстон (США). Высота здания — 302,4 метра. Здание имеет 71 этаж и 4 подземных этажа. Wells Fargo Plaza в настоящее время является 13-м зданием по высоте в США и вторым по высоте зданием в Техасе после JPMorgan Chase Tower. Здание предоставляет доступ к системе туннелей, соединяющих небоскрёбы Хьюстона. Назван по имени компании Wells Fargo. 
Wells Fargo Plaza предоставляет множество удобств для арендаторов, в том числе известный оздоровительный клуб Houstonian Lite, расположенный на 14 этаже.

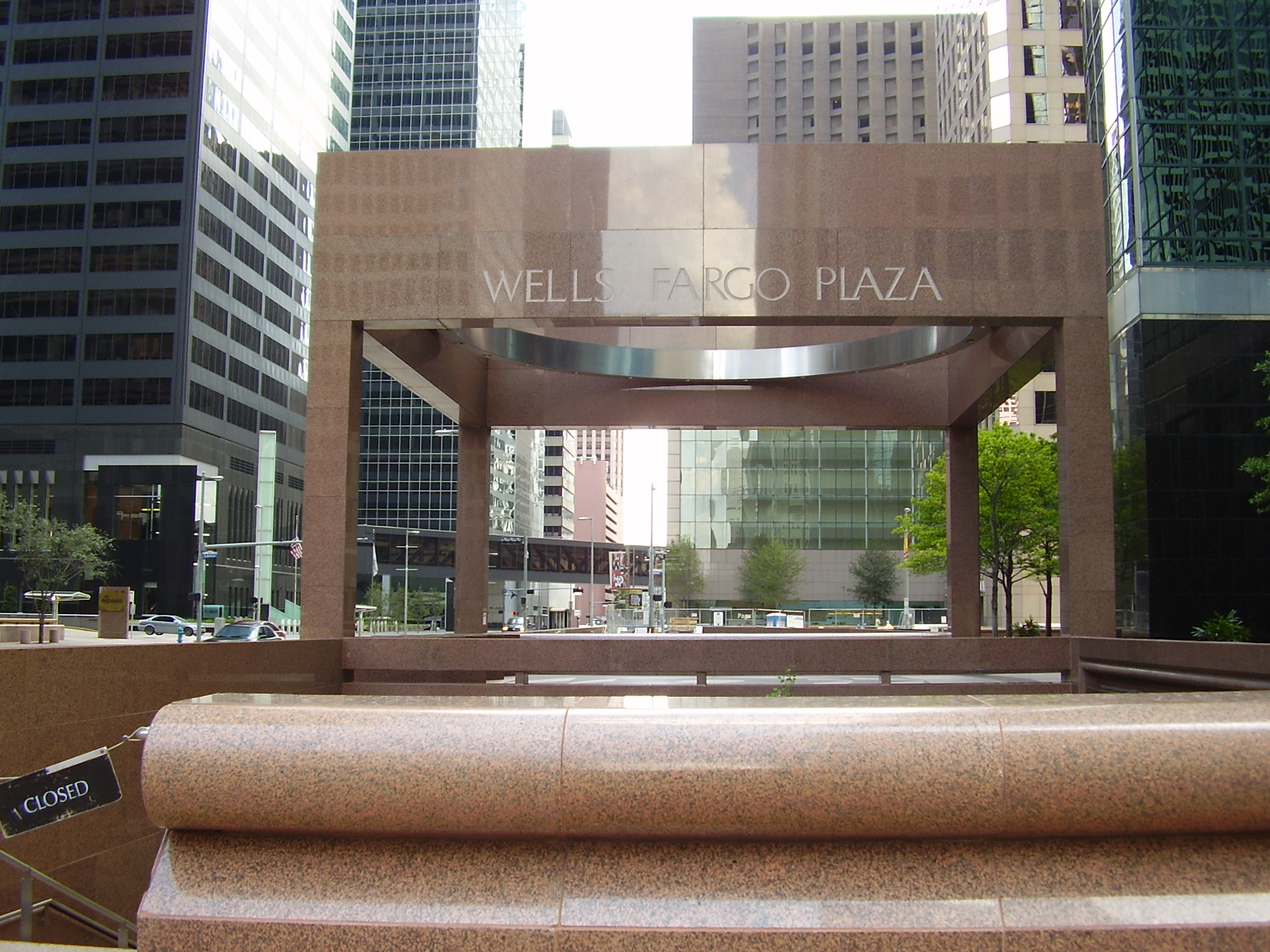
Вход

## История
Небоскрёб был спроектирован компанией Skidmore, Owings and Merrill. Строительство закончилось в 1979 году. В год его открытия, в 1983 году у здания разбилось множество окон из-за урагана Алисия. В 90-х годах в небоскрёбе разместились консульства нескольких стран (Генеральное консульство Великобритании в Хьюстоне (901,8 м²), Генеральное консульство Японии в Хьюстоне и т. д.). В 2007 году компания CB Richard Ellis стала эксклюзивным агентом по сдаче в аренду помещений Wells Fargo Plaza.